# 合羽橋

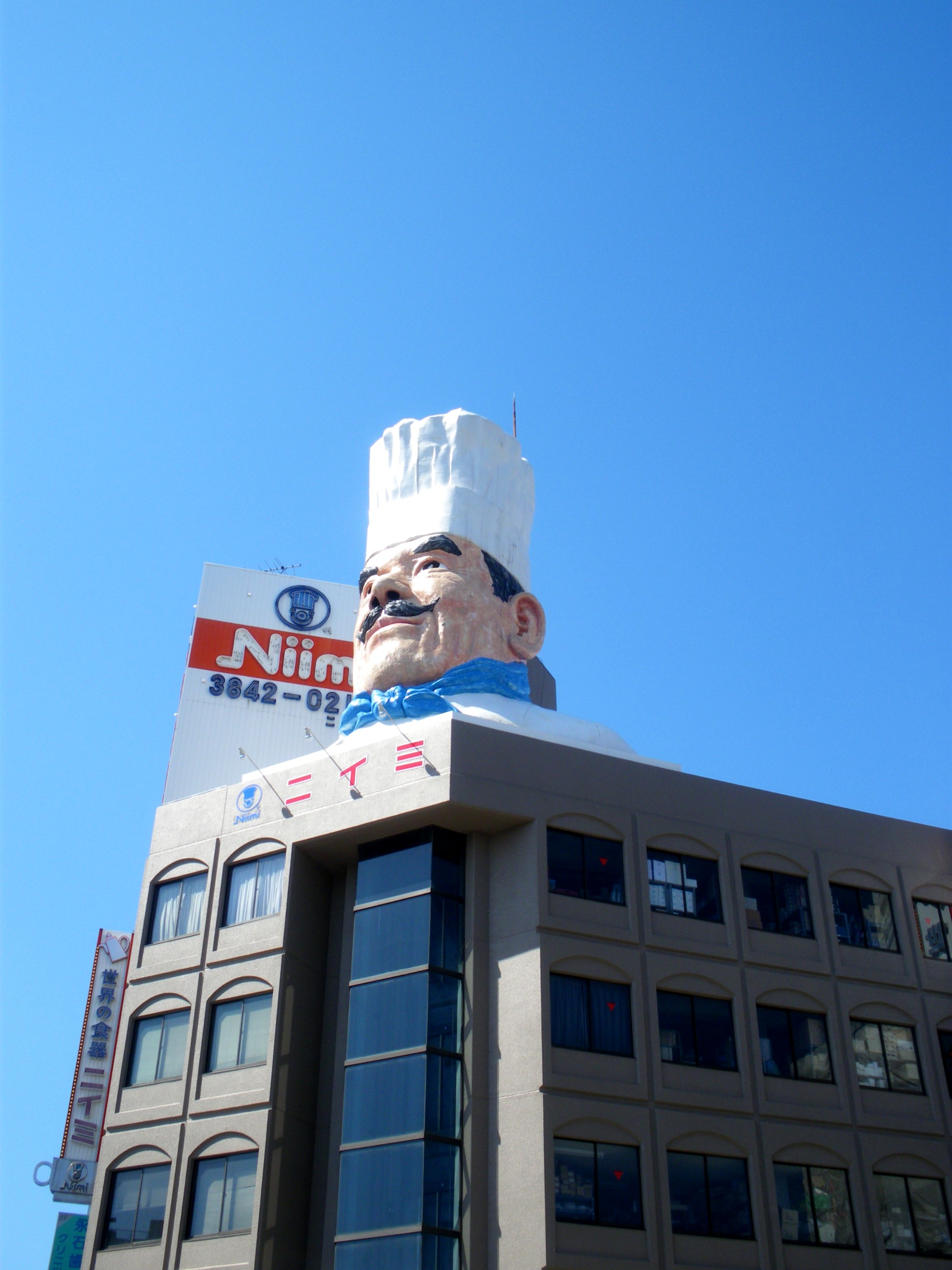
淺草通合羽橋入口新實洋食器店的大型廚師像

合羽橋（かっぱばし，Kappabashi）道具街，位於日本東京台東區西淺草～松谷地區。是廚房烹飪煮食器具、包材、食品樣板、食材、烹飪衣著等產品集中之地，亦可稱為かっぱ橋、かっぱ橋道具街。由淺草通至言問通之間的かっぱ橋道具街通沿路皆為烹飪、廚房用品相關的店舖。對顧客來說，大部份為飲食店，而廚房用品專門店則有達150間。
日本特有的食品樣板，在此有特別的小冊子介紹，很受海外觀光旅客歡迎，這裡也有專門向觀光旅客售賣產品的店舖營業。

## 關連項目
- 問屋街
- 廚房
- 淺草站
- 千日前道具屋筋商店街

## 外部連結
- 合羽橋道具街（页面存档备份，存于）
- Niimi洋食器店（页面存档备份，存于）